# Polizeiruf 110: Käfer und Prinzessin
Käfer und Prinzessin ist ein deutscher Kriminalfilm von Robert Thalheim aus dem Jahr 2014. Es ist die 342. Folge innerhalb der Filmreihe Polizeiruf 110 und der sechste Fall für Hauptkommissarin Olga Lenski, Hauptmeister Horst Krause steht ihr in seinem 23. Fall zur Seite.

## Handlung
Kriminalhauptkommissarin Olga Lenski und Polizeihauptmeister Horst Krause werden zu einem Bauernhof gerufen. In der Güllegrube schwimmt eine männliche Leiche. Als Olga Lenski die Identität des Toten erfährt, ist sie tief betroffen. Es handelt sich um Martin Jahn, den Lebensgefährten ihrer Schulfreundin Ruth, die zusammen mit Freunden einen alternativen Landhof betreibt.
Während sich Lenski nach den Verhältnissen auf dem Hof erkundigt, sieht sich Krause auf dem Gelände um. Beiden entgeht nicht, dass die Gemeinschaft gerade unter einer großen Bewährungsprobe steht. Seit kurzem ist bekannt, dass die gepachteten Böden kontaminiert sind und sich nicht mehr für den Ökolandbau eignen.
Lenski kann in Erfahrung bringen, dass Martin Jahn sich zuletzt mit einem Dieter Kottke gestritten und sogar mit ihm geprügelt hatte. Lenski erinnern die persönlichen Verhältnisse in der Kommune an ihre eigene Situation: Der Vater ihrer Tochter schlägt trotz der Trennung vor, mit Olga Lenski wieder zusammen zu ziehen. Ruth hat mit Paul, der ebenfalls zu den Hofleuten gehört, ein Kind, lebt aber mit Martin zusammen. Lenski findet an einem Fahrrad Blutspuren, was den Schluss zulässt, dass Martin hier auf dem Hof erschlagen wurde. Nach Prüfung des Kassenbuches findet Lenski Auffälligkeiten. Gunnar Heimann, ebenfalls ein Bewohner des Hofes, erscheint verdächtig, weil er sich kurzfristig Geld ausgeliehen hat. Er gibt an, dieses Geld inzwischen wieder zurückgezahlt zu haben und dass es deswegen keinen Streit mit Martin gegeben hätte.
Aufgrund der verseuchten Böden steht der Öko-Gruppe ein Neuanfang ins Haus. Um ökologisch weiter arbeiten zu können, benötigen sie einen unbelasteten Standort. Diesen stellt ihnen die Stadt gegen einen symbolischen Pachtzins in Form einer alten LPG zur Verfügung. Diese ist zwar baulich sehr heruntergekommen, aber ausbaufähig. Der Umzug trifft nicht bei allen Mitgliedern der Gruppe auf Zustimmung, zumal das Gelände ihres alten Landhofs für eine luxuriöse Golfanlage genutzt werden soll und der Investor schon in den Startlöchern steht.
Lenski erfährt, dass Martin Jahn fest entschlossen war, bei einem Neustart des Landhofes auszusteigen und nach Afrika zu gehen. Er hatte sogar schon drei Flugtickets gebucht, was dem Vater von Ruths Kind sicher nicht gefallen haben dürfte. Nachdem bei Paul die Brieftasche des Opfers gefunden wird, wird er festgenommen. Er nutzt einen angeblichen Toilettenbesuch zur Flucht aus dem Polizeirevier. Wenig später wird gemeldet, dass er im Grundbuchamt gesehen wurde. Er kontaktiert Gunnar und beide haben die Vermutung, dass Martins Tod direkt etwas mit dem Grundstück zu tun haben könnte. Auch Lenski hat diese Vermutung: Bei der Durchsicht des Grundbuchs wird offenbar, dass das Hofgelände bereits an eine Liechtensteiner Firma verkauft ist, die dem Schwager des Geschäftsführers Harry Wacker gehört. Zudem ist in der letzten Gemeinderatssitzung der Stadt das Ackerland des Ökohofes zu Bauland umgewidmet worden. Damit könnte es mit einem fast hundertfachen Gewinn veräußert werden. Ruth weiß als einzige Hofbewohnerin von Wackers Vorhaben, glaubt diesem aber, dass er den Gewinn nur für die finanzielle Stabilisierung der Gemeinschaft erwirtschaften möchte. Ehe Lenski diese Spur weiter verfolgen kann, findet sie heraus, dass die Verseuchung der Böden keine Altlasten sein können, sondern erst nach 2007 erfolgt sein können: Die gefundenen Giftstoffe stammen ganz offenbar aus einer Lackfabrik, in der auch Dieter Kottke arbeitet. Lenski stellt ihn zur Rede und er gibt zu, einige Fässer „Abfallschlamm“ an Harry Wacker verkauft zu haben. Als Lenski Harry darauf anspricht, räumt er ein, den Schlamm nur auf der kleinen Fläche ausgebracht zu haben, auf der die Proben genommen werden sollten. Die entsprechenden Stellen konnte er vorab in Erfahrung bringen. Der Gewinn aus dem Bodenverkauf sei nur für ihren Landhof bestimmt, damit dieser finanziell endlich auf sicheren Füßen steht. Er hätte mit Martin zwar darüber gestritten, ihn aber nicht umgebracht. Er behauptet, dass er Ruth beigestanden hätte, als diese am Tatabend Martin bei einem Streit und einer Rangelei gegen einen Holztisch gestoßen und damit getötet hätte. Die kriminaltechnische Untersuchung hat allerdings Rostspuren in Martins Kopfwunde nachgewiesen. Damit kann Lenski Wacker einen Mord nachweisen, während Ruths Stoß Martin nicht tötete. Lenski ist sich sicher, auf dem Hof auch noch die Tatwaffe zu finden, mit der Wacker Martin erschlug, bevor er ihn in die Güllegrube warf.

## Hintergrund
Käfer und Prinzessin wurde im Auftrag des RBB von der Real-Film produziert und in Beelitz gedreht. Der Film wurde am 6. April 2014 im Ersten zur Hauptsendezeit erstmals ausgestrahlt.

## Kritik
Rainer Tittelbach von tittelbach.tv bewertet diesen Polizeiruf positiv und schreibt: „Landlust und der stille Frust über die ‚Verhältnisse‘ stehen in ‚Käfer und Prinzessin‘ im Zentrum der Geschichte. Es ist ein Film über (verlorene) Träume und Verrat an der gemeinsamen Sache. Es ist ein Beziehungsfilm vor und ein Liebesfilm hinter der Kamera. Denn die wunderbaren Schauspieler und Macher, allen voran Kino-Regisseur Thalheim (‚Netto‘), lieben ihr Metier. Es ist kein Film für Spannungs-Fetischisten oder Til-Schweiger-Fans, sondern ein unaufgeregter Krimi, der das Ermitteln quasi als Spaziergang zeigt durch eine Landschaft, die lebt, und ein Licht, das strahlt.“
Die Kritiker der Fernsehzeitschrift TV Spielfilm vergaben die bestmögliche Wertung (Daumen nach oben) und schrieben: „Regisseur Robert Thalheim („Am Ende kommen Touristen“) entwirft mit erdigen Herbstfarben, unkonventionellen Naturaufnahmen und Folkmusik-Begleitung ein stimmiges, klischeefreies Bild der Ökobauernszene. Ein klassischer, unprätentiöser, bis zum Ende offener und spannender Whodunnit-Krimi mit toller Besetzung.“ Als Gesamtfazit zogen sie: „Milieusicherer, stimmiger Heimatkrimi“.